# Gilimanuk

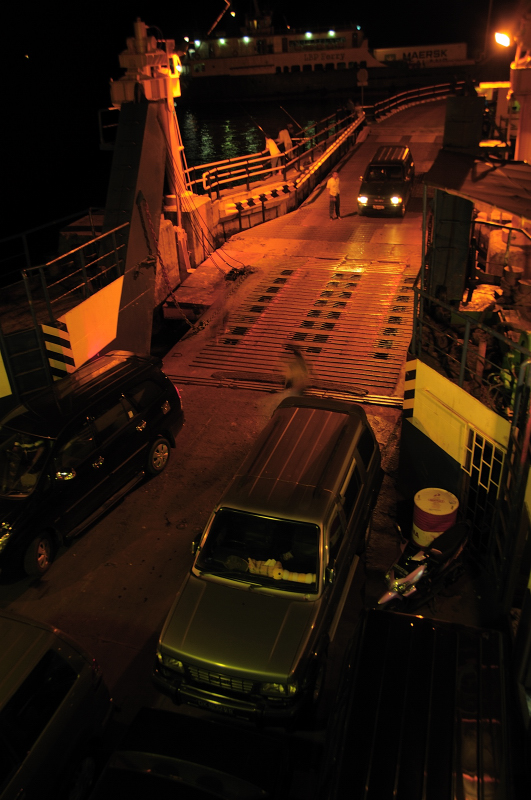
Embarquement sur un ferry à Gilimanuk

Gilimanuk est un port à l'extrême-ouest de l'île de Bali dans le kabupaten de Jembrana, en Indonésie. Il ouvre sur le détroit de Bali. Il est relié par ferry à Ketapang sur l'île de Java.
Il se trouve sur une petite péninsule de moins de 2 km de longueur, orientée nord-sud, qui ferme la baie (teluk) de Lumpur,.
Cette baie inclut plusieurs petits îlots de mangroves - essentiellement des bancs de sable -, dont du nord au sud Pulau Kalong ("îlot aux roussettes"), Pulau Burung ("îlot aux oiseaux") et Pulau Gadung,.
Près de la pointe de la péninsule, sur son côté est, se trouve la baie de Gilimanuk.

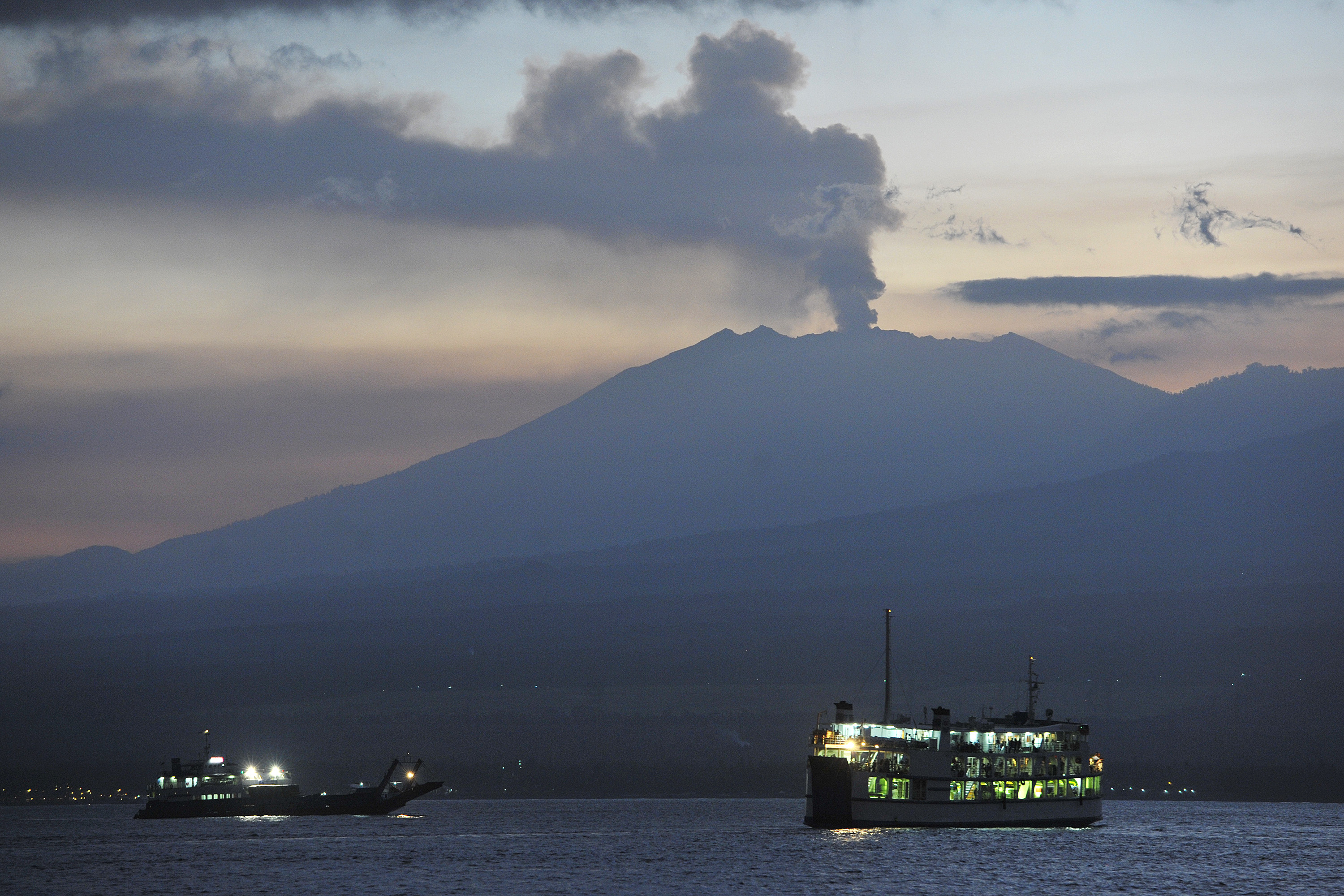
Détroit de Bali vu depuis Gilimanuk, avec le volcan Raung (40 km de la côte de Java) en éruption le 12 juillet 2015 à 18h43.

Le détroit de Bali, qui sépare l'île de celle de Java, ne fait que 3 km de largeur.

## Le port
Le bourg n'est réellement qu'un gros village mais son port est étonnamment actif : c'est un point de transit très utilisé par de nombreux visiteurs Indonésiens. Ces derniers sont particulièrement nombreux en fin d'année : entre le 17 et le 24 décembre 2022, le port a enregistré 184 298 visiteurs et plus de 43 000 véhicules arrivant à Bali - et les nombres s'élèvent encore pour le premier de l'an, avec le très couru festival de Denfest. Gilimanuk est appelé la "porte de l'Ouest de Bali".

## Secret Bay, plongée macro
La baie de Gilimanuk est plus connue sous le nom de Secret Bay. Elle est réputée pour la macrophotographie de plongée,, pour laquelle elle a été comparée à Lembeh. Sa grande diversité en espèces sous-marines vient de ce que les eaux de la baie sont fortement enrichies en nutriments provenant des courants du détroit de Bali, qui y pénètrent à chaque marée montante. Mais dans la baie il n'y a pratiquement pas de courant. Il y a peu de corail et les fonds sont sableux ou boueux (site de type "muck") ; pour les plongeurs, c'est un bon site pour la macrophotographie,.
En 2012 des structures de support dite "Hexadomes" pour la croissance de coraux ont été installées dans la baie en vue de créer un récif de corail - non seulement pour réhabiliter le lieu lui-même, mais aussi pour désengorger l'île de Menjangan de ses touristes en augmentant l'attrait des sites proches
Le village de Gilimanuk est en bordure du parc national de Bali occidental - la baie de Lumpur fait partie du parc.

## Autres
L'île des Oiseaux, Pulau Burung, est comme son nom l'indique un bon site pour observer des oiseaux. Le lieu se trouve sur un couloir de migration.
Un plat local bien connu est le Ayam Betutu, poulet longuement bouilli (jusqu'à 3 heures de cuisson) puis fumé, servi très épicé avec du riz à la vapeur et des épinards épicés (plecing kangkung). Il a été inventé par une cuisinière de Gilimanuk, Mme Tempeh, pour son restaurant Ayam Betutu Men Tempeh (ouvert depuis 1978 et toujours aussi renommé en 2022),.